# 谷田部真之助
谷田部 真之助（やたべ しんのすけ）はサッカー家庭教師、YouTuber。マーケター。デジタルクリエイター（ホームページ制作・動画クリエイター）日本で初となるサッカーの個人レッスンを確立した。YouTubeでもサッカーのスキルを教えている。。埼玉県さいたま市出身。

## 来歴
帝京高校サッカー部出身 プロのサッカーコーチ。